# Salmo ferox
Salmo ferox és una espècie de peix de la família dels salmònids i de l'ordre dels salmoniformes.

## Alimentació
Menja peixos i insectes. A Escòcia es nodreix d'invertebrats fins que arriba als 30 cm de llargària, llavors adopta una dieta piscívora basada, principalment, en espècies del gènere Salvelinus.

## Hàbitat
Viu en zones d'aigües dolces temperades.

## Distribució geogràfica
Es troba a les Illes Britàniques: Irlanda, Escòcia, Cúmbria i Gal·les.